# Estación de Lokeren
La estación de Lokeren es una estación de tren belga situada en Lokeren, en la provincia de Flandes Oriental, región Flamenca.
Pertenece a la línea  de S-Trein Antwerpen.

## Situación ferroviaria
La estación se encuentra en la línea línea 59 (Amberes-Gante).

## Intermodalidad
| \| Línea \| Recorrido \| Andén \| \| ----- \| --------------------- \| ----- \| \| 21 \| Meerdonk ↔ Lokeren \| 6 \| \| 27 \| Meerdonk ↔ Lokeren \| 6 \| \| 35 \| De Pinte ↔ Lokeren \| 8 \| \| 37 \| Wetteren ↔ Lokeren \| 3 \| \| 49 \| Zelzate ↔ Lokeren \| 2 \| \| 53 \| Aalst ↔ Lokeren \| 4 \| \| 54 \| Aalst ↔ Lokeren \| 4 \| \| 68 \| Dendermonde ↔ Lokeren \| 1 \| \| 74 \| Gent ↔ Lokeren \| 7 \| \| 78 \| Zevergem ↔ Lokeren \| 9 \| \| 81 \| Antwerpen ↔ Lokeren \| 5 \| \| 82 \| Antwerpen ↔ Lokeren \| 5 \| |                       |       |
| Línea | Recorrido             | Andén |
| 21 | Meerdonk ↔ Lokeren    | 6     |
| 27 | Meerdonk ↔ Lokeren    | 6     |
| 35 | De Pinte ↔ Lokeren    | 8     |
| 37 | Wetteren ↔ Lokeren    | 3     |
| 49 | Zelzate ↔ Lokeren     | 2     |
| 53 | Aalst ↔ Lokeren       | 4     |
| 54 | Aalst ↔ Lokeren       | 4     |
| 68 | Dendermonde ↔ Lokeren | 1     |
| 74 | Gent ↔ Lokeren        | 7     |
| 78 | Zevergem ↔ Lokeren    | 9     |
| 81 | Antwerpen ↔ Lokeren   | 5     |
| 82 | Antwerpen ↔ Lokeren   | 5     |